# Hooggerechtshof van Mexico

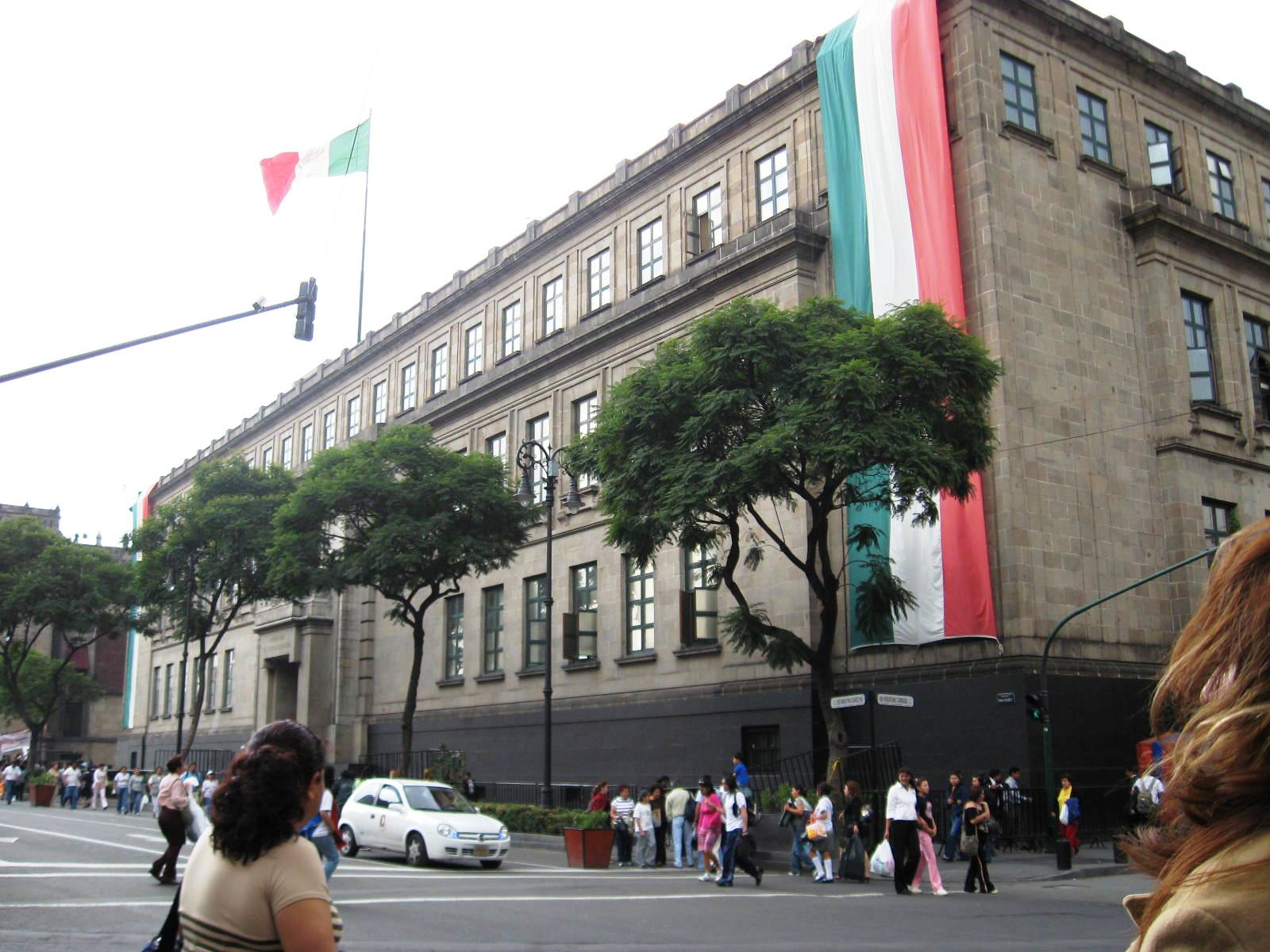
Gebouw waarin het hooggerechtshof zetelt

Het Hooggerechtshof van de Natie (Spaans: Suprema Corte de Justicia de la Nación, SCJN) is het hooggerechtshof van Mexico.
Het hooggerechtshof is volgens de Mexicaanse grondwet het orgaan waarin de rechterlijke macht gevestigd is. Het bestaat uit elf rechters waarvan één voorzitter. De leden worden voor vijftien jaar door de Kamer van Senatoren benoemd, op voordracht van de president van Mexico. Voorzitters dienen voor vier jaar.
Huidige voorzitter van het hooggerechtshof is Guillermo Iberio Ortiz Mayagoitia (2007).